# Wasserturm Løkken
Der Wasserturm Løkken (dänisch Løkken vandtårn) ist eines der Wahrzeichen der norddänischen Kleinstadt Løkken in der Region Nordjylland (Hjørring Kommune).

## Geschichte
Der Wasserturm wurde 1916/1917 im Auftrag des dortigen Wasserwerkes nach Plänen des Architekten Axel P. Gudnitz auf einer Düne im Stadtzentrum errichtet. Der gedrungene Rundturm mit Spitzdach, der einen Rauminhalt von 175 Kubikmetern besitzt, war bis 1975 in Betrieb. Geplant waren ursprünglich nur 140 m³. Nach Verhandlungen mit dem Bauunternehmer Axel P. Gudnitz wurde er einen Meter höher errichtet und hatte damit 35.000 Liter mehr Fassungsvermögen.
Im Inneren befand sich eine Pumpe, die bei sinkendem Wasserspiegel Wasser in den Turm hochpumpte. Diese Pumpe wurde anfangs von einer Mühle beim Wasserwerk Løkken angetrieben. Auf der Ostseite des Turms befand sich in einem Behälter eine schwimmende Kugel, die den Wasserstand anzeigte.
Auf der Spitze sitzt seit 1953 eine zwei Meter lange Wetterfahne aus Kupfer in Form eines Fisches. 1969 wurde das Schieferdach und die Kupferdachrinne erneuert. Der Wasserturm Løkken war bis 1975 in Betrieb.
Am Fuße des Turms wurde von Bodil Dam im Frühjahr 2004 die Sonnenwendesäule mit einer Bronzeplastik mit einer Menschengruppe, die alle auf den Sonnenuntergang blicken, auf gemauertem Sockel errichtet. Die Sonnenrichtung für die Sommer- bzw. Wintersonnenwende ist auf der Plastik angegeben.